# Font de l'Atzuc
La Font de l'Atzuc és una font del terme municipal d'Isona i Conca Dellà, en territori del poble de Montadó, de l'antic municipi de Benavent de Tremp.
Està situada al centre de l'enclavament de Montadó, al sud de Cal Castellí i al nord de l'antic poble, ara en ruïnes, de Montadó. És a l'esquerra del barranc del Serrat de Sant Miquel, a 983 m d'altitud